# Hugo Houle
Houle em 2015
Hugo Houle (nascido em 27 de setembro de 1990, em Sainte-Perpétue) é um ciclista profissional canadense. Atualmente, compete para a equipe Astana Pro Team.

## Carreira
Competiu nos Jogos Pan-Americanos de 2015.